# NBA Live
NBA Live foi uma série de jogos eletrônicos de esporte (basquete) desenvolvida pela EA Sports e publicada pela Electronic Arts sendo um simulador da NBA. Devido ao fechamento da editora que realizava o jogo, o NBA Live viu-se assim cancelado não sendo lançado para o mercado em 2011. O jogo voltou em 2013 com edições anuais, até voltar a ser cancelado após 2019. Segundo várias mídias especializadas, é improvável que a série seja revivida.

## Jogos
| Título          | Ano  | Platformas                                                                 |
| --------------- | ---- | -------------------------------------------------------------------------- |
| NBA Live 95     | 1994 | Super Nintendo, Genesis, PC                                                |
| NBA Live 96     | 1995 | PC, Genesis, Super Nintendo, PlayStation, GameBoy                          |
| NBA Live 97     | 1996 | PC, Genesis, Super Nintendo, PlayStation, Saturn                           |
| NBA Live 98     | 1997 | PC, Genesis, Super Nintendo, PlayStation, Saturn                           |
| NBA Live 99     | 1998 | PC, Nintendo 64, PlayStation                                               |
| NBA Live 2000   | 1999 | PC, Nintendo 64, PlayStation                                               |
| NBA Live 2001   | 2000 | PC, PlayStation, PlayStation 2                                             |
| NBA Live 2002   | 2001 | PC, PlayStation 2, Xbox                                                    |
| NBA Live 2003   | 2002 | PC, PlayStation, PlayStation 2, Xbox, GameCube                             |
| NBA Live 2004   | 2003 | PC, PlayStation 2, Xbox, GameCube                                          |
| NBA Live 2005   | 2004 | PC, PlayStation 2, Xbox, GameCube                                          |
| NBA Live 06     | 2005 | PC, PlayStation 2, PlayStation Portable, Xbox, Xbox 360, GameCube , Mobile |
| NBA Live 07     | 2006 | PC, PlayStation 2, PlayStation Portable, Xbox, Xbox 360                    |
| NBA Live 08     | 2007 | PC, PlayStation 2, PlayStation 3 PlayStation Portable, Xbox 360, Wii       |
| NBA Live 09     | 2008 | PlayStation 2, PlayStation 3, PlayStation Portable, Xbox 360, Wii          |
| NBA Live 10     | 2009 | PlayStation 3, PlayStation Portable, Xbox 360                              |
| NBA Elite 11    | 2010 | PlayStation 3, Xbox 360                                                    |
| NBA Live 14     | 2013 | PlayStation 4, Xbox One                                                    |
| NBA Live 15     | 2014 | PlayStation 4, Xbox One                                                    |
| NBA Live 16     | 2015 | PlayStation 4, Xbox One                                                    |
| NBA Live Mobile | 2015 | Android, iOS                                                               |
| NBA Live 18     | 2017 | PlayStation 4, Xbox One                                                    |
| NBA Live 19     | 2018 | PlayStation 4, Xbox One                                                    |